# قرش بونيثيد
قرش بونيثيدهو نوع من سمك القرش ينتشر في شواطئ أمريكا الوسطى وجنوب أمريكا

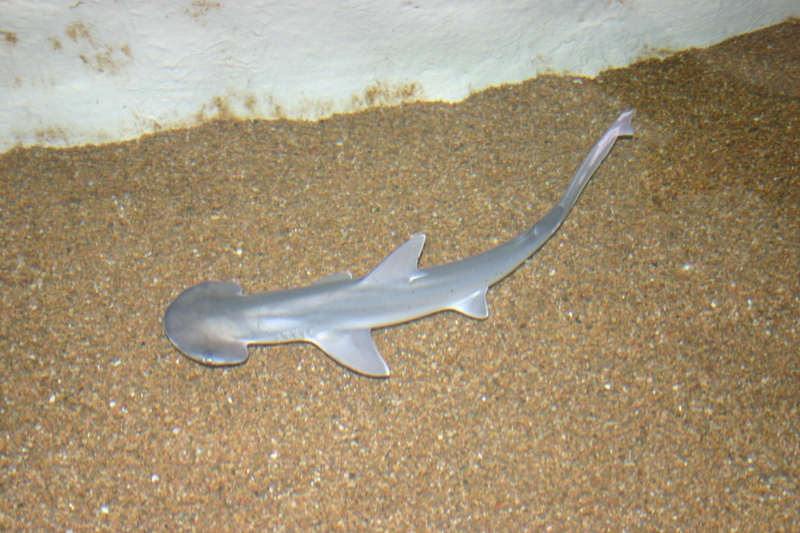
صورة من الاعلى

## معرض صور

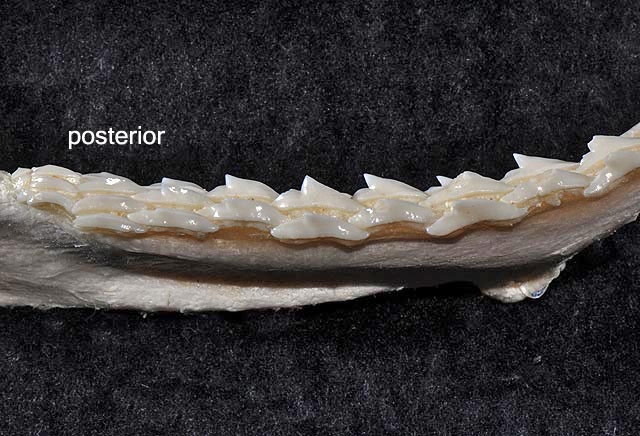
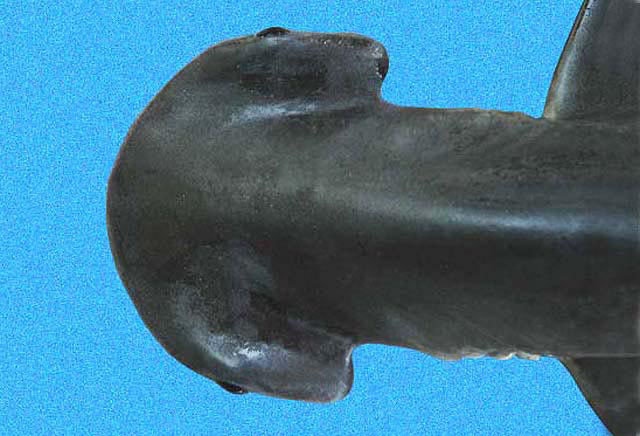
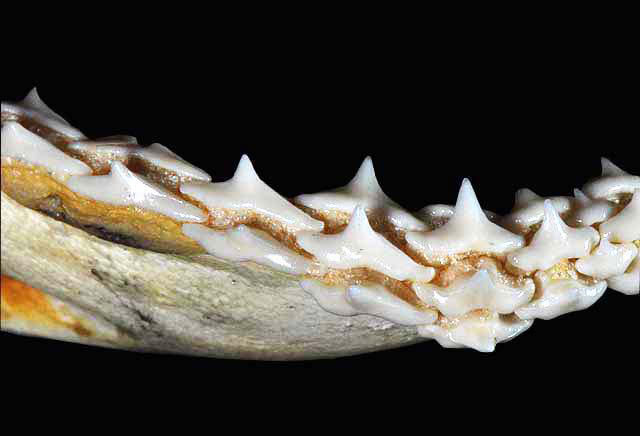
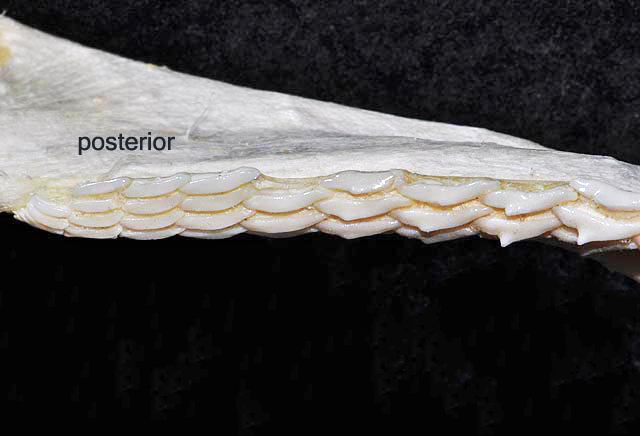
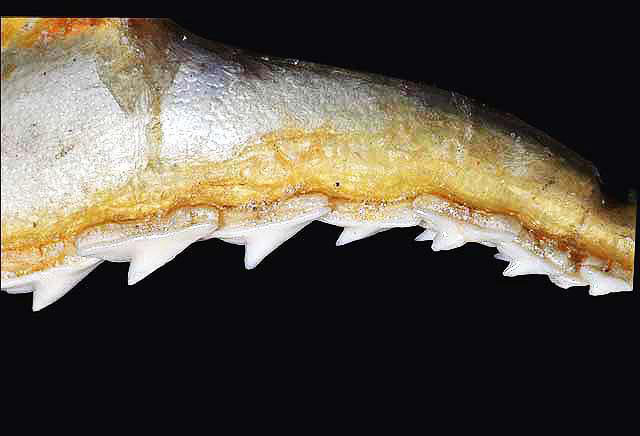
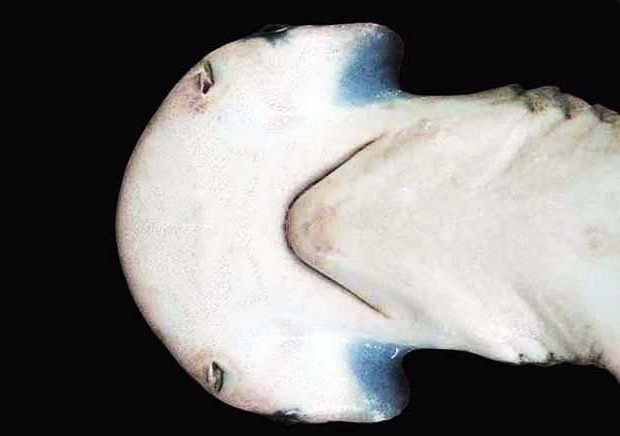

## وصلات خارجية
- Species Description of Sphyrna tiburo at www.shark-references.com